# Ragnar Lindström (1909-1943)
Johan Ragnar Lindström, född 27 januari 1909 i Hemsö församling, Västernorrlands län, död 23 november 1943 i Umeå stadsförsamling, Umeå,  Västerbottens län
, var en svensk målare.
Lindström hade sin debututställning i Umeå 1941 och ansågs då som en av Västerbottens mest lovande yngre konstnärer med en självklar kolorit och redbart formspråk i sina verk. Han avled efter en långvarig sjukdom 1943 så att han kom under sin livstid att bli känd i en mycket liten krets av konstinitierade och hans produktion blev inte så omfattande. En minnesutställning med hans konst visades på Västerbottens museum och på Umeå museum 1944. Lindström är representerad vid Umeå museum med en oljemålning med tillhörande skisser.